# Paulin Święcicki

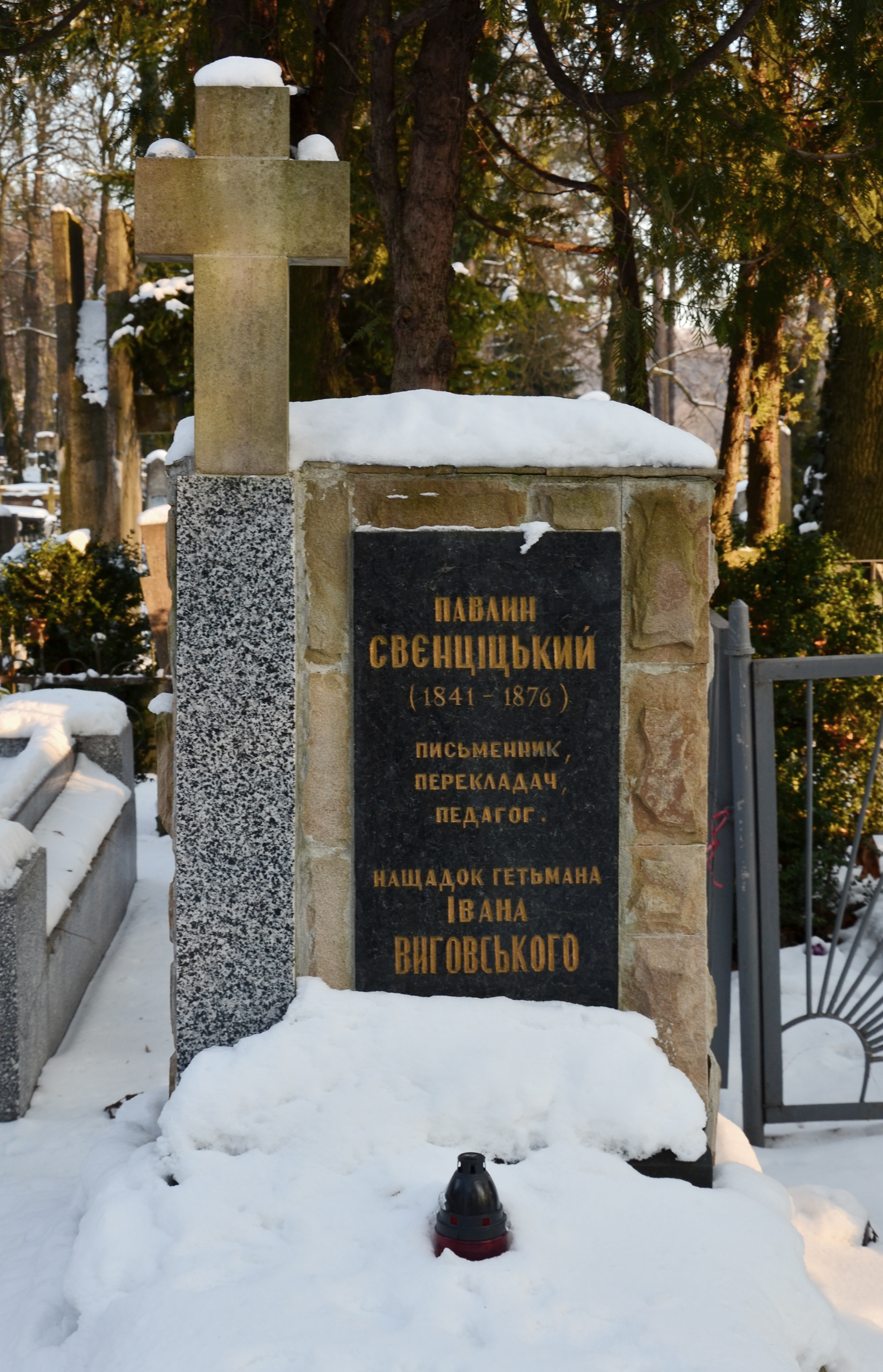
Grobowiec na Cmentarzu Łyczakowskim

Paulin Święcicki (ukr. Павлин Свєнціцький, ur. 1841 we wsi Warszyca (obecnie włączona do miasta Kalinowka), zm. 1876 we Lwowie) – polsko-ukraiński pisarz, dziennikarz, dramaturg i tłumacz, piszący pod pseudonimami P. Stachurski, Pawło Swij, D. Łozowskyj, Zorian, Anastazy Bomba.
Pochodził z rodziny szlacheckiej. Uczył się w liceum w Kamieńcu Podolskim oraz na Uniwersytecie Kijowskim. Uczestniczył w Powstaniu Styczniowym, po jego upadku schronił się w Galicji, zamieszkał we Lwowie i został aktorem, potem nauczycielem w gimnazjum ukraińskim i dziennikarzem. Zajmował się twórczością Tarasa Szewczenki, rozpowszechniał jego poezje wśród ludności ukraińskiej.
Był założycielem (1864) i naczelnym redaktorem polsko-ukraińskiego miesięcznika „Sioło” (ukr. Село) z podtytułem „Pismo zbiorowe, poświęcone rzeczom ludowym ukraińsko-ruskim”. Czasopismo ukazywało się w latach 1864–1867. Według Iwana Franki Święcicki był autorem terminu „ukraińsko-ruski” (ukr. українсько-руський). Ogłosił rozprawę „Wiek XIX w dziejach literatury ukraińskiej” (1871).
Święcicki pisał po ukraińsku bajki i sztuki teatralne. Przetłumaczył na język ukraiński „Hamleta” Szekspira i „Cyganów” Józefa Korzeniowskiego. Napisał powieść „Kołyś buło” (Kiedyś było, ukr. Колись було).
Pisał też powieści i opowiadania w języku polskim: „Przed laty”, „Trójka”, „Opowieści stepowe”, a także „Odmiana zaimków”, (1871), „Mowa ludzka, jej układ pierwotny i budowa” (1873), „Wycieczka do Pienin” (1869).
Tłumaczył na język polski wiersze Tarasa Szewczenki oraz Jurija Fedkowycza. Przeciwstawiał się rusyfikacji kultury ukraińskiej.